# Pamela Begič
Pamela Begič (Semič, 12 ottobre 1994) è una calciatrice slovena, centrocampista dello Huelva e della nazionale slovena.

## Carriera

### Club
Nata a Semič, nella Slovenia sud-orientale, inizia a giocare a calcio con il Brinje, rimanendovi fino al 2011.
A 17 anni va a giocare in 1.ŽNL, massima serie slovena, con lo Jevnica, debuttando in campionato il 28 agosto 2011, schierata titolare nell'1-1 interno con il Krka. Realizza la prima rete in carriera il 9 ottobre, segnando il 2-0 al 32' nel 6-1 in casa contro il Dornava in 1.ŽNL. Chiude dopo mezza stagione con 8 presenze e 3 reti.
Nel 2012 passa allo Slovenj Gradec, sempre in 1.ŽNL, esordendo in campionato il 25 marzo, giocando titolare nel successo casalingo per 10-2 sul Krka. Nella gara successiva, il 9 aprile, segna il suo primo gol, quello del 2-0 al 16' nella vittoria per 8-2 sul campo del Velesovo Kamen Jerič in 1.ŽNL. Termina con 10 gare giocate e 2 gol.
In estate passa al Radomlje, debuttando con gol il 2 settembre 2012, nel 6-0 esterno proprio contro lo Slovenj Gradec in 1.ŽNL, nel quale è titolare e segna il 3-0 al 59'. Termina la stagione con 21 presenze e 17 gol.
Nell'estate 2013 va a studiare negli Stati Uniti, all'Università della Florida di Gainesville, dove gioca con le Florida Gators, a calcio e soltanto il primo anno anche a pallacanestro. A maggio-giugno 2014 e a maggio 2016 ritorna per due brevi periodi in Slovenia, al Radomlje, giocando 6 gare con 2 reti nella prima parentesi e 2 con 1 gol nella seconda.
Nel dicembre 2018 si trasferisce in Italia, andando a giocare all'Empoli, in Serie B. Esordisce in azzurro il 16 dicembre in trasferta contro il Milan Ladies, partendo titolare e realizzando anche la rete del pareggio per 1-1 al 27', con la gara finita poi 4-2 per le toscane.
Nel luglio 2019 cambia ancora Paese, trasferendosi a Cipro, all'Apollōn Lemesou.
A gennaio 2020 ritorna in Italia, accordandosi con il Milan, in Serie A.
Si ritrasferisce nell'estate dello stesso anno, firmando con le spagnole dello Huelva.

### Nazionale
Inizia a giocare nelle nazionali giovanili slovene nel 2009, con l'Under-17, disputando fino al 2010 6 gare ufficiali e segnando 1 rete.
Nel 2011 passa in Under-19, rimanendovi fino al 2012, giocando 8 partite ufficiali e realizzando 7 gol, tutto nelle qualificazioni agli Europei di categoria di Italia 2011, Turchia 2012 e Galles 2013.
Debutta in gara ufficiale con la nazionale maggiore il 19 novembre 2011, subentrando al 56' a Tanja Vrabel nella sconfitta interna per 2-0 contro i Paesi Bassi a Ivančna Gorica nelle qualificazioni all'Europeo 2013 in Svezia,

## Statistiche

### Presenze e reti nei club
Statistiche aggiornate al 30 giugno 2020.
| Stagione        | Squadra         | Campionato      | Campionato | Campionato | Coppe nazionali | Coppe nazionali | Coppe nazionali | Coppe continentali | Coppe continentali | Coppe continentali | Altre coppe | Altre coppe | Altre coppe | Totale | Totale |
| Stagione        | Squadra         | Comp            | Pres       | Reti       | Comp            | Pres            | Reti            | Comp               | Pres               | Reti               | Comp        | Pres        | Reti        | Pres   | Reti   |
| --------------- | --------------- | --------------- | ---------- | ---------- | --------------- | --------------- | --------------- | ------------------ | ------------------ | ------------------ | ----------- | ----------- | ----------- | ------ | ------ |
| 2018-2019       | Empoli          | B               | 13         | 7          | CI              | 0               | 0               | -                  | -                  | -                  | -           | -           | -           | 13     | 7      |
| gen.-giu. 2020  | Milan           | A               | 3          | 0          | CI              | 1               | 0               | -                  | -                  | -                  | -           | -           | -           | 4      | 0      |
| Totale carriera | Totale carriera | Totale carriera | 16         | 7          | -               | 1               | 0               | -                  | -                  | -                  | -           | -           | -           | 17     | 7      |